# Avulsed
Avulsed je španělská death metalová kapela z města Madrid. Byla založena v roce 1991.
V roce 1997 vyšlo první demo s názvem Embalmed in Blood. Debutové studiové album se zrodilo v roce 1996 a mělo název Eminence in Putrescence.

## Diskografie
Demo nahrávky
- Embalmed in Blood (1992)
- Deformed Beyond Belief (1993)
- Live in Perfect Deformity (1993)

Studiová alba
- Eminence in Putrescence (1996)
- Stabwound Orgasm (1999)
- Yearning for the Grotesque (2003)
- Gorespattered Suicide (2005)
- Nullo (The Pleasure of Self-Mutilation) (2009)
- Ritual Zombi (2013)

EP
- Carnivoracity (1994)
- Bloodcovered (2001)
- Revenant Wars (2013)

Kompilační alba
- Cybergore (1998)
- Seven Years of Decay (1999)
- Reanimations (2006)

+ několik split nahrávek

## Sestava
K roku 2015:
- Dave Rotten – vokály
- Jose "Cabra" – kytara
- Erik Raya – bicí
- Juancar – kytara
- Tana – baskytara